# Kashiani
Kashiani är ett underdistrikt i Bangladesh. Det ligger i den centrala delen av landet, 80 km sydväst om huvudstaden Dhaka.
Trakten runt Kashiani består till största delen av jordbruksmark. Runt Kashiani är det tätbefolkat, med 849 invånare per kvadratkilometer.